# Gentiana globosa
Gentiana globosa är en gentianaväxtart som beskrevs av T.N. Ho. Gentiana globosa ingår i släktet gentianor, och familjen gentianaväxter. Inga underarter finns listade i Catalogue of Life.